# Cap Fear
El cap Fear (Cape Fear) és un prominent promontori que sobresurt a l'oceà Atlàntic des de Bald Head Island, a la costa de Carolina del Nord, al sud-est dels Estats Units. Està format en gran part per platges de barrera i el limós embolcall del riu Cape Fear, ja que drena la costa sud-est de Carolina del Nord a través d'un estuari al sud de Wilmington.

## Història
Giovanni da Verrazzano, l'explorador italià que navegava cap a França, va tocar terra després de creuar l'Atlàntic al cap Fear o prop d'ell l'1 de març de 1524.
El nom prové de l'expedició de Sir Richard Grenville de 1585. Navegant cap a l'illa de Roanoke, el seu vaixell es va embarrancar darrere del cap. Alguns de la tripulació tenien por de naufragar, donant lloc al nom de Cape Fear. És el cinquè topònim anglès que es conserva als Estats Units.
El cap Fear va ser el lloc d'aterratge del general britànic Sir Henry Clinton durant la guerra de la revolució nord-americana el 3 de maig de 1775.
La pel·lícula Cape Fear de 1962 i el seu remake de 1991 es van situar al cap Fear (tot i que cap de les dues pel·lícules no es va filmar allà).